# Hulemalali, Holalkere
Hulemalali là một làng thuộc tehsil Holalkere, huyện Chitradurga, bang Karnataka, Ấn Độ.